# Diògenes (escultor)
Diògenes (en llatí Diogenes, en grec antic Διογένης) fou un escultor nascut a Atenes que va decorar el panteó d'Agripa amb algunes cariàtides que foren molt admirades al seu temps, i amb altres estàtues també molt apreciades, però que no estaven tant a la vista. Plini el Vell diu que les cariàtides eren a les columnes (in columnis) i probablement feien de columnes.